# Tyrrheniërs
Tyrrheniërs (Attisch: Τυρρηνοι / Turrēnoi) of Tyrseni (Ionisch: Τυρσηνοι / Tursēnoi, Dorisch: Τυρσᾱνοι / Tursānoi) is een exoniem dat door de Griekse auteurs werd gebruikt om te verwijzen naar een niet-Grieks volk. 
Volgens de Griekse filosoof Plato hadden koningen van Atlantis 'het voor het zeggen in Libië tot aan Egypte toe en in Europa tot Tyrrenië.' (Timaios, 25B)

## Etymologie
De etymologie van de naam is onzeker. Het enige wat met zekerheid is geweten, is dat het werd gebruikt door Griekse auteurs, maar niet van Griekse origine was. Het is in verband gebrachtmet tursis, eveneens een "Mediterraans" leenwoord van het Grieks, dat "toren" betekent. Men heeft ook getracht een directe verband van Tusci, het Latijnse exoniem voor de Etrusken, met Turs-ci te vinden. Nuraghe is een type toren op Sardinië (Nuraghecultuur).

## Voetnoot
1. ↑  A. Heubeck, Praegraeca. Sprachliche Untersuchungen zum vorgriechisch-indogermanischen Substrat, Erlangen, 1961, pp. 65 f.

## Antieke bronnen
- Apollodorus, Bibliotheke II 5.10, III 5.2.
- Diodorus Siculus, V 13.3-4.
- Herodotus, Historiën I 57, 94, 163, 166, VI 17, 22.
- Hesiodus, Theogonia 1015.
- Homerische hymne aan Dionysus 7f.
- Pausanias, IV 35.12, X 11.3, 16.7.
- Pindarus, Pythische oden I 72.
- Sophocles, Inachus, fr. 256.
- Thucydides, Historiai IV 106.
- Timaeus, FGrHist 566 fr. 164.

## Verder lezen
- L. Aigner-Foresti, "Tyrrhenoi" und "Etrusci", in Grazer Beiträge VI (1977), pp. 1-25.
- C. Vatin, Le cippe des Tyrrhéniens à Delphes, in MEFRA XCIV (1982), pp. 581-595.